# Pycnaxis
Pycnaxis is een geslacht van spinnen uit de  familie van de krabspinnen (Thomisidae).

## Soorten
- Pycnaxis guttata (Simon, 1895)
- Pycnaxis krakatauensis (Bristowe, 1931)
- Pycnaxis onoi (Zhang, Zhu & Tso, 2006)
- Pycnaxis truciformis (Bösenberg & Strand, 1906)